# Каменічна (округ Комарно)
Каменічна (словац. Kameničná) — село в окрузі Комарно Нітранського краю Словаччини. Площа села 34,51 км². Станом на 31 грудня 2015 року в селі проживало 1914 жителів.

## Історія
Перші згадки про село датуються 1482 роком.

## Географія
Протікає канал Коларово-Каменічна.

## Населення
| Рік:            | 1994. | 2004.   | 2014.   | 2024.   |
| --------------- | ----- | ------- | ------- | ------- |
| Кількість осіб: | 1736  | 1839    | 1929    | 1921    |
| Різниця:        |       | +5,93 % | +4,89 % | -0,41 % |

| Рік:            | 2023. | 2024.   |
| --------------- | ----- | ------- |
| Кількість осіб: | 1883  | 1921    |
| Різниця:        |       | +2,01 % |